# Edith Hiltbrand
Edith Hiltbrand (1945) è un'ex sciatrice alpina svizzera.
Nell'ultimo scorcio della sua carriera (stagioni 1969-1970) assunse anche il cognome del coniuge Andreas Sprecher, a sua volta sciatore alpino, e si iscrisse alla gare come Edith Sprecher o Edith Sprecher-Hiltbrand.

## Biografia
Sciatrice polivalente, Edith Hiltbrand debuttò in campo internazionale in occasione del trofeo Arlberg-Kandahar 1962, il 9 marzo a Sestriere in discesa libera (31ª); il 22 marzo 1963 si classificò 2ª nel primo dei tre slalom giganti del trofeo 3 Giepfel Rennen di Arosa e nel 1964 vinse la combinata del Critérium de la première neige, disputato il 16-19 dicembre a Val-d'Isère. Nel 1966 fu 3ª nel primo dei due slalom speciali del trofeo Zlata lisica di Maribor (22 gennaio) e ai successivi Mondiali di Portillo 1966, sua prima presenza iridata, si classificò 17ª nello slalom gigante e 9ª nello slalom speciale.
In Coppa del Mondo esordì nella gara inaugurale del circuito femminile, il 7 gennaio 1967 a Oberstaufen in slalom speciale (8ª), conquistò i migliori risultati nella medesima specialità il 19 gennaio e il 12 marzo dello stesso anno (6ª, rispettivamente a Schruns e a Franconia), ottenne l'ultimo piazzamento a punti il 4 gennaio 1970 a Oberstaufen in slalom gigante (9ª) e prese per l'ultima volta il via il 24 gennaio seguente a Saint-Gervais-les-Bains nella medesima specialità (15ª). Ai successivi Mondiali di Val Gardena 1970, sua ultima presenza iridata, si classificò 12ª nella discesa libera, 21ª nello slalom gigante, 17ª nello slalom speciale e 10ª nella combinata; il suo congedo agonistico avvenne in occasione della Coppa delle Sei Nazioni disputata a Pra Loup tra il 20 e il 22 marzo dello stesso anno, dove fu 16ª nello slalom speciale e non completò lo slalom gigante. Non prese parte a rassegne olimpiche.

## Palmarès

### Classiche
Critérium de la première neige
- 1 vittoria (combinata a Val-d'Isère 1964)

### Coppa del Mondo
- Miglior piazzamento in classifica generale: 19ª nel 1967

### Campionati svizzeri
- 10 medaglie (dati parziali):
  - 3 ori (slalom speciale, combinata nel 1965[2][14]; combinata nel 1967[2][15])
  - 4 argenti (dati parziali: slalom gigante, slalom speciale nel 1966[16]; slalom speciale nel 1967[15]; combinata nel 1969[17])
  - 3 bronzi (dati parziali: slalom gigante nel 1964[18]; slalom gigante, slalom speciale nel 1969[17])